# John Hwett Pierce
John Hwett Pierce (1912) es un botánico y profesor estadounidense que trabajó en conjunto con su colega Robert Zander (1892 - 1969).

## Algunas publicaciones

### Libros
- 1939. Early wildflowers of Acadia (Acadia nature notes). Ed. Acadia National Park. 49 pp.

- 1977. Green house grow how: a reference book. Reedición ilustr. de Plants Alive Books, 241 pp.

- 1982. Greenhouse Grow How. Ed. Scribner. 241 pp. ISBN 0-918730-01-5

- 1989. The Public Gardens and Parks of Niagara. Ed. Vanwell. ISBN 0-920277-25-X

- 1992. Home Solar Gardening: Solar Greenhouses For Your House, Backyard or Apartment. Ed. Key Porter Books. 164 pp. ISBN 1-55013-381-0

- 1993. Easy Lifelong Gardening: A Practical Guide for Seniors. Ed. Trafalgar Square Publ. 243 pp. ISBN 0-943955-72-6

## Honores

### Epónimos
Género
- (Phytolaccaceae) Piercea Mill.[3]

- La abreviatura «Pierce» se emplea para indicar a John Hwett Pierce como autoridad en la descripción y clasificación científica de los vegetales.[4]